# Ablaufdiagramm

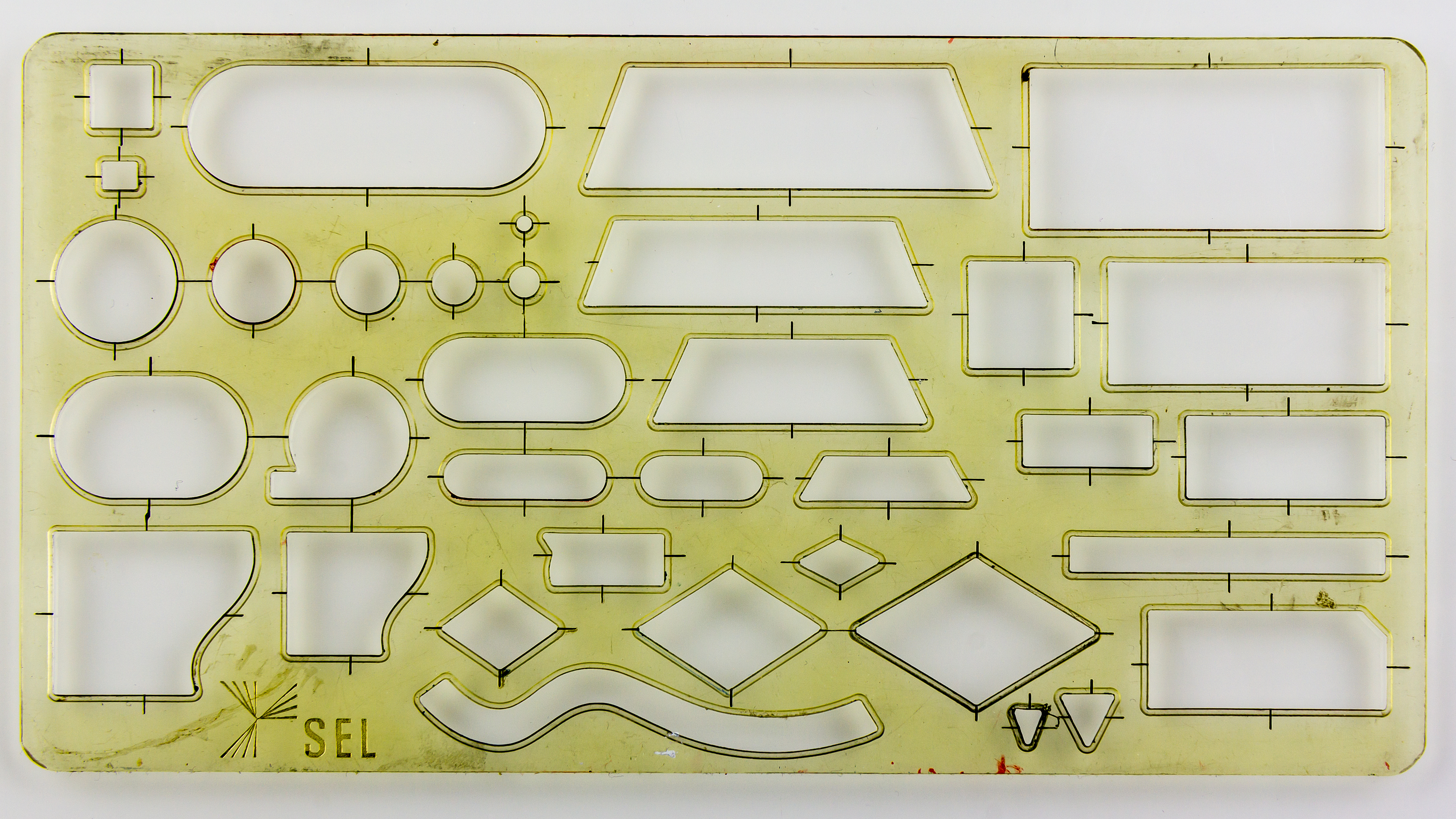
Schablone zum manuellen Zeichnen von Ablaufdiagrammen, SEL, Ende 1950er Jahre

Ein Ablaufdiagramm veranschaulicht in der Organisationslehre einen Arbeitsablauf, indem es eine Abfolge von Entscheidungen und Anweisungen vorschreibt. Üblicherweise entspricht dabei ein Symbol im Diagramm einem Zustand oder einem Zustandswechsel, und ein konkreter Ablauf entspricht einem Pfad durch das Diagramm. Üblicherweise enthält ein Ablaufdiagramm optionale Pfade und somit fallspezifische Anweisungen.
Neben der Illustration von Algorithmen eignen sich Ablaufdiagramme zur Darstellung von Prozessen und Tätigkeiten, beispielsweise zur Entscheidungsfindung in Reparaturanleitungen, zur Darstellung von Geschäftsmodellen und in der medizinischen Diagnostik.
Für Ablaufdiagramme gibt es verschiedene Notationen. Verbreitet ist der Programmablaufplan (PAP, auch Flussdiagramm oder Flowchart). Weitere Beispiele sind das Nassi-Shneiderman-Diagramm oder das Jackson-Diagramm. Eine weitere verwandte Darstellungsform ist der Entscheidungsbaum. Auch die UML bietet verschiedene Diagrammtypen, die sich zur Visualisierung von Abläufen und Aktivitäten eignen.
Ablaufdiagramme sind verwandt mit grafischen Programmiersprachen. Während ein Ablaufdiagramm der Illustration eines Algorithmus dient, kann ein grafisches Programm auf einem Computer ausgeführt werden.